# Vaunthompsonia dawydoffi
Vaunthompsonia dawydoffi is een zeekommasoort uit de familie van de Bodotriidae. De wetenschappelijke naam van de soort is voor het eerst geldig gepubliceerd in 1952 door Zimmer.